# Eiskunstlauf-Europameisterschaften 1984
Die 76. Eiskunstlauf-Europameisterschaften 1984 fanden vom 11. bis 15. Januar 1984 in Budapest statt.

## Ergebnisse

### Herren
| Platz | Sportler                   | Land                   |
| ----- | -------------------------- | ---------------------- |
| 1     | Alexander Fadejew          | Sowjetunion            |
| 2     | Rudi Cerne                 | BR Deutschland         |
| 3     | Norbert Schramm            | BR Deutschland         |
| 4     | Jozef Sabovčík             | Tschechoslowakei       |
| 5     | Heiko Fischer              | BR Deutschland         |
| 6     | Wladimir Kotin             | Sowjetunion            |
| 7     | Witali Jegorow             | Sowjetunion            |
| 8     | Grzegorz Filipowski        | Polen                  |
| 9     | Falko Kirsten              | DDR                    |
| 10    | Petr Barna                 | Tschechoslowakei       |
| 11    | Laurent Depouilly          | Frankreich             |
| 12    | Thomas Hlavik              | Österreich             |
| 13    | Lars Åkesson               | Schweden               |
| 14    | Miljan Begović             | Jugoslawien            |
| 15    | Paul Robinson              | Vereinigtes Königreich |
| 16    | Oliver Höner               | Schweiz                |
| 17    | Wojciech Gwinner           | Polen                  |
| 18    | András Száraz              | Ungarn                 |
| 19    | Lars Dresler               | Dänemark               |
| 20    | Ed van Campen              | Niederlande            |
| 21    | Fernando Soria             | Spanien                |
|       | Jean-Christophe Simond (Z) | Frankreich             |

- Z = Zurückgezogen

### Damen
| Platz | Sportlerin            | Land                   |
| ----- | --------------------- | ---------------------- |
| 1     | Katarina Witt         | DDR                    |
| 2     | Manuela Ruben         | BR Deutschland         |
| 3     | Anna Kondraschowa     | Sowjetunion            |
| 4     | Kira Iwanowa          | Sowjetunion            |
| 5     | Sanda Dubravčić       | Jugoslawien            |
| 6     | Sandra Cariboni       | Schweiz                |
| 7     | Simone Koch           | DDR                    |
| 8     | Karin Telser          | Italien                |
| 9     | Agnès Gosselin        | Frankreich             |
| 10    | Cornelia Tesch        | BR Deutschland         |
| 11    | Parthena Sarafidis    | Österreich             |
| 12    | Karin Hendschke       | DDR                    |
| 13    | Katrien Pauwels       | Belgien                |
| 14    | Susan Jackson         | Vereinigtes Königreich |
| 15    | Elise Ahonen          | Finnland               |
| 16    | Susanna Peltola       | Finnland               |
| 17    | Susanne Gschwend      | Österreich             |
| 18    | Tamara Téglássy       | Ungarn                 |
| 19    | Nevenka Lisak         | Jugoslawien            |
| 20    | Anette Nygaard        | Dänemark               |
| 21    | Marta Cierco          | Spanien                |
|       | Jelena Wodoresowa (Z) | Sowjetunion            |

- Z = Zurückgezogen

### Paare
| Platz | Sportler                             | Land                   |
| ----- | ------------------------------------ | ---------------------- |
| 1     | Jelena Walowa / Oleg Wassiljew       | Sowjetunion            |
| 2     | Sabine Baeß / Tassilo Thierbach      | DDR                    |
| 3     | Birgit Lorenz / Knut Schubert        | DDR                    |
| 4     | Larissa Selesnjowa / Oleg Makarow    | Sowjetunion            |
| 5     | Marina Awstrijskaja / Juri Kwaschnin | Sowjetunion            |
| 6     | Babette Preußler / Tobias Schröter   | DDR                    |
| 7     | Dagmar Kovárová / Jozef Komar        | Tschechoslowakei       |
| 8     | Claudia Massari / Leonardo Azzola    | BR Deutschland         |
| 9     | Susan Garland / Robert Daw           | Vereinigtes Königreich |
| 10    | Gaby Galambos / Jörg Galambos        | Schweiz                |
| 11    | Sylvie Vacquero / Didier Manaud      | Frankreich             |

### Eistanz
| Platz | Sportler                                | Land                   |
| ----- | --------------------------------------- | ---------------------- |
| 1     | Jayne Torvill / Christopher Dean        | Vereinigtes Königreich |
| 2     | Natalja Bestemjanowa / Andrei Bukin     | Sowjetunion            |
| 3     | Marina Klimowa / Sergei Ponomarenko     | Sowjetunion            |
| 4     | Karen Barber / Nicholas Slater          | Vereinigtes Königreich |
| 5     | Olga Woloschinskaja / Alexander Swinin  | Sowjetunion            |
| 6     | Petra Born / Rainer Schönborn           | BR Deutschland         |
| 7     | Wendy Sessions / Stephen Williams       | Vereinigtes Königreich |
| 8     | Nathalie Hervé / Pierre Béchu           | Frankreich             |
| 9     | Jindra Holá / Karol Foltán              | Tschechoslowakei       |
| 10    | Isabella Michel / Roberto Pelizzola     | Italien                |
| 11    | Marianne van Bommel / Wayne Seweyert    | Niederlande            |
| 12    | Antonia Becherer / Ferdinand Becherer   | BR Deutschland         |
| 13    | Graziella Ferpozzi / Marco Ferpozzi     | Schweiz                |
| 14    | Viera Mináriková / Ivan Havránek        | Tschechoslowakei       |
| 15    | Gabriella Remport / Sándor Nagy         | Ungarn                 |
| 16    | Kathrin Beck / Christoff Beck           | Österreich             |
| 17    | Klára Engi / Attila Tóth                | Ungarn                 |
| 18    | Bożena Wierzchowska / Robert Kazanowski | Polen                  |
| 19    | Sophie Merigot / Philippe Berthe        | Frankreich             |
| 20    | Brunhilde Bianchi / Walter Rizzo        | Italien                |
| 21    | Christina Bojanowa / Jawor Iwanow       | Bulgarien              |